# Марі Кінберг
Марі Кінберг (1806 — 30 березня 1858) — шведська фотографка та художниця. У 1851 році освоїла процес дагеротипії і наступного року відкрила власну фотостудію в Гетеборзі.
Працюючи художницею-портретисткою, Марі Кінберг влітку 1851 року навчалася в Гетерборзі новій для Швеції технології друку зображення на папері у німецьких фотографів Бернхарда Бендіксена та Адольфа Майєра, які першими принесли її у Швецію. 
Таким чином, відкривши 8 травня 1852 року власну професійну студію в Гетеборзі, Марі Кінберг стала однією з піонерок нової фототехніки у Швеції. Її студія проіснувала недовго, але була однією з перших, хто почли застосовувати нове фотографічне мистецтво у Швеції. Марі Кінберг була однією з перших жінок у фотографії поряд з Бритою Софією Гесселі.